# Водяное (Синельниковский район)
Водяное (укр. Водяне) — село,
Старовишневецкий сельский совет,
Синельниковский район,
Днепропетровская область,
Украина.
Код КОАТУУ — 1224888202. Население по переписи 2001 года составляло 208 человек.

## Географическое положение
Село Водяное находится на расстоянии в 1 км от села Новопавлоградское.
По селу протекает пересыхающий ручей с запрудой.
Рядом проходят автомобильная дорога Т-0416 и
железная дорога, станция Зайцево в 4-х км.